# 1В18
Машина 1В18 «Клён-1» — советская и российская машина командира батареи КСАУО 1В17 «Машина-Б». Создана на базе шасси изделия 49-09 (БТР-60ПБ).

## Описание конструкции
Машина 1В18 обеспечивает размещение подвижного командно-наблюдательного пункта батареи и осуществляет управление реактивными системами залпового огня, огнём артиллерийских и миномётных батарей. Определяет точку нахождения командно-наблюдательного пункта, выполняет ориентирование приборов артиллерийской разведки, ведёт наблюдение за полем боя, а также выполняет артиллерийскую разведку вражеских целей и определяет их полярные координаты. Кроме того Машина 1В18 поддерживает связь с командованием поддерживаемых подразделений, машинами старших офицеров батарей, командиром дивизиона и вышестоящим командованием.

### Экипаж
Экипаж 1В18 состоит из пяти человек:
1. Механик-водитель.
2. Командир батареи.
3. Командир отделения.
4. Радиотелефонист.
5. Разведчик-дальномерщик.

Помимо этого в машине есть одно дополнительное место за местом командира батареи.

### Боевое отделение
Боевое отделение состоит из двух отсеков: носового и кормового. Отсеки разделяются башней.
В носовом отсеке находится место механика-водителя, расположенное слева по ходу машины. Справа от механика-водителя располагается место командира батареи на марше. Напротив механика-водителя находятся органы управления машиной и прибор наблюдения за местностью и дорогой.
По борту машины, слева и сзади от механика-водителя расположены следующие материальные средства:
1. Уровень.
2. Ловитель для гильз.
3. Комплект ЗИП.
4. Укладочный ящик к прибору ННП-21.
5. Укладка прибора ТВНО-2Б.
6. Ловитель для гильз.
7. Реле-регулятор.
8. Фильтр радиопомех.
9. Пульт контроля и управления.

Напротив места командира находятся:
1. Смотровые приборы ТПКУ-2Б и Т4НП-Б для наблюдения за местностью.
2. Преобразователь.
3. Включатель массы.
4. Комплекты ЗИП для дневного визира, радиостанции Р-123М и для шасси 49-09.

Справа и сзади от места командира находятся:
1. Бидоны с питьевой водой.
2. Сумка для гранат.
3. Ящик с сухим пайком.
4. Дополнительное сиденье.
5. Комплект ЗИП для дальномера 1Д11.
6. Футляр с перископом.
7. Две укладки антенн для радиостанции Р-123М.
8. Картодержатель.
9. Два телефонных аппарата.
10. Дальномер.
11. Перископическая артиллерийская буссоль.

В корме у правого борта машины находится место радиотелефониста. Слева от места телефониста расположено место командира отделения. В варианте машины 1В18-1 перед радиотелефонистам находятся три приёмопередатчика радиостанции Р-123М и блоки питания, устройство Р-012М и три согласующихся блока радиостанции Р-123М .
Слева и сзади от радиотелефониста у борта машины находятся:
1. Коммутатор.
2. Громкоговоритель.
3. Блок усиления.
4. Усилитель.
5. Пульт и блок проводной связи.

Перед рабочим местом командира отделения находится стол с уложенным в него планшетом для прибора ПУО-9У, карандашами и прибором управления огнём. Слева и сзади находится тренога дальномера 1Д11, тренога прибора ННП-21, а также тренога артиллерийской буссоли ПАБ-2АМ. Справа от места командира установлены кронштейны для автоматов, курсопрокладчик, а также находится двигатель и генератор.
Напротив рабочего места разведчика-дальномерщика установлен блок питания прибора 1Д11 с приёмопередатчиком. Стопор башни находится слева от разведчика-дальномерщика за приёмопередатчиком прибора 1Д11.

### Башня
В башне 1В18 установлены:
1. Дневной визир.
2. Ночной прибор наблюдения.
3. Аппарат абонента.
4. Поворотный механизм.
5. Стол для работы с картой.

В центре башни установлены:
1. Рычаги управления защитными крышками приборов наблюдения,
2. Пульт включения приборов наблюдения.
3. Транспарант «ВЕШКА ВКЛЮЧЕНА».
4. Авиационные часы.

Для обеспечения прохода по боевому отделению, в сиденьях командира и разведчика-дальномерщика в башне предусмотрена возможность их регулировки и откидной механизм.

### Средства наблюдения и связи
Для обеспечения внешней и внутренней радиотелефонной связи в машине установлены:
1. Выносная радиостанция Р-159.
2. Устройство Р-012М.
3. Две радиостанции Р-123М.

Для внутренней связи в машину установлена коммутационная аппаратура 1Т308, к которой подключаются шлемофоны всех членов экипажа. Также имеется возможность работы по радиоканалам для радиотелефониста и командира отделения, для этого машина оснащена аппаратурой ПУ5, АА62, АА64.

## Модификации
- 1В18 — машина командира батареи КСАУО 1В17;
- 1В18-1 — машина командира батареи КСАУО 1В17-1.

## Операторы
- СССР — 105 единиц 1В18 в зоне «до Урала», по состоянию на 1991 год[4], перешли к образовавшимся после распада государствам

5197-я БХИ (Луганск): 3 — 1В18
835-я БХИ (Малиновка): 9 — 1В18
873-я БХИ (Девички): 9 — 1В18, 
2897-я БХИ (Новомосковск): 18 — 1В18,
297-й самоходно-артиллерийский полк (Артёмовск) 3 — 1В18
71-й артиллерийский полк  (Фастов): 15 — 1В18
961-й реактивный артиллерийский полк (Фастов): 9 — 1В18
6289-я БХИ (Черкассы): 9 — 1В18
5198-я БХВТ (Конотоп)  3 — 1В18
132-й гвардейский мотострелковый Краснознамённый орденов Суворова и Кутузова полк(Лубны) 3 — 1В18,
136-й гвардейский мотострелковый Краснознамённый полк (Лубны): 3 — 1В18
53-й гвардейский самоходно-артиллерийский полк (Лубны) 3 — 1В18
155-й гвардейский самоходно-артиллерийский Краснознамённый ордена Кутузова полк (Смела) 3 — 1В18
6067-я БХИ (Ждановка/Новомосковск): 24 — 1В18
2897-я БХИ (Ждановка/Новомосковск): 18 - 1В18
6299-я БХВТ (Гвардейское): 12 — 1В18 
Итого, Киевский военный округ по Справочнику Ленского – 144 машины 1В18
Согласно тому же справочнику, в военных округах и группах войск на ноябрь 1989 г имелось минимум 1184 машины (минимум, потому что цифры в Справочнике очень плохо бьются между собой не то что в разных главах, но и на одной странице):
МВО — 66;
ЛВО —	24;
СКВО —	24;
ПУрВО —	15;
ПрибВО —	114;
ЗГВ — 120;
СГВ —	6;
ЦГВ —	6;
Морская пехота —	12;
БРАВ —	15;
Учебн части, части центр подчинения —	114;
КВО —	144;
ОдВО —	78;
ПрикВО —	196;
БВО —	228;
ЗакВО —	22.